# Пыльнянка
Пыльнянка (укр. Пильнянка), село, 
Мурафский сельский совет,
Краснокутский район,
Харьковская область.
Код КОАТУУ — 6323584706. Население по переписи 2001 года составляет 38 (21/17 м/ж) человек.

## Географическое положение
Посёлок Пыльнянка находится на правом берегу реки Мерчик, которая через 2 км впадает в реку Мерла. Выше по течению, на расстоянии в 2 км, расположены посёлки Сороковое и Владимировка. На противоположном же берегу реки Мерла расположено село Городнее.
Посёлок окружён большим лесным массивом (сосна).

## История
- 1875 — дата основания.

## Экономика
- Владимировское лесничество.